# Svoboda (Boergas)
Svoboda (Bulgaars: Свобода) is een dorp in de Bulgaarse gemeente Kameno, oblast Boergas. Svoboda ligt hemelsbreed 14 km ten noordwesten van de provinciehoofdstad Boergas en 326 km ten zuidoosten van Sofia.

## Bevolking
Op 31 december 2020 telde het dorp Svoboda 385 inwoners. Het aantal inwoners vertoont al vele jaren een dalende trend: in 1975 had het dorp nog 1.619 inwoners.
| Bevolkingsontwikkeling tussen 1934 en 2020          |
| --------------------------------------------------- |
|                                                     |
| Bron: Nationaal Statistisch Instituut van Bulgarije |

Het dorp heeft een gemengde bevolkingssamenstelling. Er wonen etnische Bulgaren, Turken en Roma. In de optionele volkstelling van 2011 identificeerden 211 van de 383 ondervraagden zichzelf als etnische Bulgaren, oftewel 55% van alle ondervraagden. De overige ondervraagden waren vooral etnische Roma (120 personen, oftewel 30%) en Turken (43 personen, oftewel 11%).
| Etnische samenstelling van de respondenten (2011) | Etnische samenstelling van de respondenten (2011) | Etnische samenstelling van de respondenten (2011) | Etnische samenstelling van de respondenten (2011) | Etnische samenstelling van de respondenten (2011) |
| ------------------------------------------------- | ------------------------------------------------- | ------------------------------------------------- | ------------------------------------------------- | ------------------------------------------------- |
|                                                   |                                                   |                                                   |                                                   |                                                   |
| Bulgaren                                          | Bulgaren                                          |                                                   | 55,1%                                             | 55,1%                                             |
| Turken                                            | Turken                                            |                                                   | 11,2%                                             | 11,2%                                             |
| Roma                                              | Roma                                              |                                                   | 31,3%                                             | 31,3%                                             |
| Anders/Onbekend                                   | Anders/Onbekend                                   |                                                   | 2,4%                                              | 2,4%                                              |